# Vito Noto
Vito Noto (Ragusa, 15 settembre 1955) è un designer italiano naturalizzato svizzero.

## Biografia
Vito Noto nasce a Ragusa nel 1955, tre anni dopo, la sua famiglia si trasferisce in Svizzera, prima nel Canton Lucerna e successivamente nel Canton Ticino (1969).
Nel 1976 conclude gli studi presso la Scuola Politecnica del Design di Milano dove ha come insegnanti e relatori rinomati personaggi del design italiano ed internazionale: Nino Di Salvatore, Alberto Rosselli, Isao Hosoe, Narciso Silvestrini, Bruno Munari, Max Huber, Achille Castiglioni, Bob Noorda.
Acquisisce molteplici esperienze presso studi di design nel canton Argovia, ad Amburgo, e a Parigi dove incontra Evert Endt, poi direttore dell' École Nationale Supérieure de Création Industrielle (ENSCI – Les Ateliers) ed ex direttore della "Compagnie de L'Esthétique Industrielle (CEI)" di Raymond Loewy. 
Nel 1982 fonda il proprio studio di progettazione industriale sito a Cadro, dove nascono importanti collaborazioni con aziende di livello internazionale. Vito Noto ha progettato prodotti industriali, di arredo, elementi grafici, interfacce di siti e macchinari.
Riceve prestigiosi riconoscimenti: il Design Preis Schweiz, IF Die gute Industrieform, ADI Design Index.
Oltre all'attività progettuale ha svolto didattica in istituti tecnici e università. Dal 2005 al 2015 ha ricoperto il ruolo di Presidente del FotoClubLugano.
Nel Luglio 2016 collabora con Mario Botta all'allestimento della mostra di Renzo Ferrari presso la Fondazione Stelline di Milano.
In occasione del quarantesimo anniversario del suo studio, il designer dona il suo archivio integrale al M.a.x. museo di Chiasso, che gli dedica la sua prima mostra antologica: Vito Noto. Quarant'anni tra grafica e design. Il senso delle idee.

## Principali opere di Design

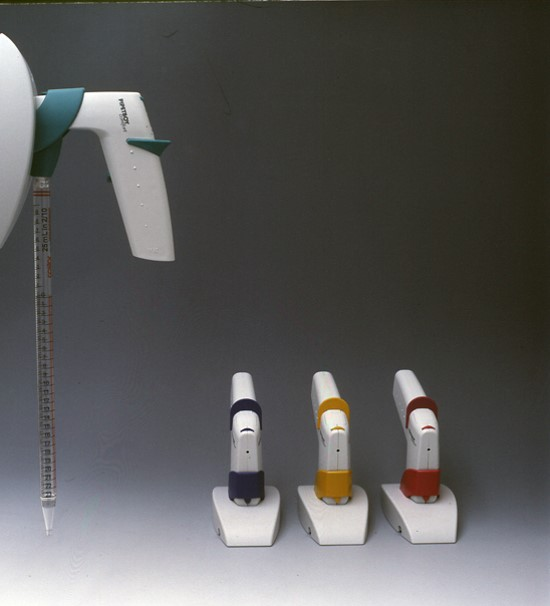
Pipettatrice manuale per laboratorio, Vito Noto Design

- Macchina affrancatrice postale: “Gamma 25 Elettronica” per Primavera
- Armadio di stoccaggio verticale: “Listamat” per Lista
- Strumenti organizzativi per il deposito ed il trasporto: “Clip Case/Clip Case Rack” per Lista
- Laboratorio elettromedicale per la preparazione e l'analisi automatizzata di campioni in micropiastra: “Microlab F.A.M.E.” per Hamilton
- Sistema di preparazione cellulare per analisi citofluorometriche: ”Lyset” per Hamilton
- Francobollo svizzero: “Centenario del Salone dell'automobile di Ginevra 2005"
- Orologio da polso ventiquattr'ore: “Giorno/Notte” per Perditempo
- Pipettatrice manuale da laboratorio “Pipetboy” per INTEGRA Biosciences
- Francobolli per il principato del Liechtenstein: “Energie alternative”
- Macchinario per l'industria tessile "Ecosmart" per L.G.L. Electronics
- Moneta commemorativa d'argento 2018 "Passo del Klausen" valore 20 franchi
- Francobollo svizzero "visita del Papa in Svizzera"
- Moneta commemorativa d'argento 2019 "Passo del Furka" valore 20 franchi
- Moneta commemorativa d'argento 2020 "Passo del Susten" valore 20 franchi

## Premi e riconoscimenti
- IF Die gute Industrieform 1985, macchina utensile a piano rotante in 16 stazioni "RM 16" per Albe
- IF Die gute Industrieform 1990, armadio di stoccaggio verticale: “Listamat” per Lista
- Design Preis Schweiz 1995, (riconoscimento) strumenti organizzativi per il deposito ed il trasporto: “Clip Case/Clip Case Rack” per Lista/Ornalon
- Design Preis Schweiz 1995, laboratorio elettromedicale per la preparazione e l'analisi automatizzata di campioni in micropiastra: “Microlab F.A.M.E.” per Hamilton
- ADI Design Index 2000, orologio da polso ventiquattr'ore: “Giorno/Notte” per Perditempo
- ADI Design Index nel 2002, pipettatrice manuale da laboratorio “Pipetboy” per INTEGRA Biosciences
- StampNews.com: Top 10 most important postage stamps 2011, francobolli per il principato del Liechtenstein: “Energie alternative”
- ADI Design Index 2016, macchinario per l'industria tessile "Ecosmart" per L.G.L. Electronics
- ADI Eccellenze della Lombardia nel 2016, Riconoscimento Design per il lavoro, macchinario per l'industria tessile "Ecosmart" per L.G.L. Electronics
- A'Design Awards 2017, orologio da polso ventiquattr'ore: "Giorno Notte" per Perditempo
- A'Design Awards 2017, caminetto da tavolo al bioetanolo: "Piro"